# Luis Pérez
Luis Pérez Rodríguez (Madrid, 16 de Junho de 1974) é um ciclista espanhol profissional desde 1995, ano em que se estreou pela equipa ONCE.

## Títulos
2003
- 2ª etapa da Vuelta a España e 10º na classificação geral

2004
- 9º na classificação geral da Vuelta

2006
- 10º na classificação geral da Vuelta

2007
- Clássica de Alcobendas, e 1ª etapa
- 18ª etapa da Vuelta a España